# Olympische Sommerspiele 2004/Teilnehmer (St. Kitts und Nevis)
| Gelbes Symbol für Goldmedaillen mit stilisierten Olympischen Ringen | Graues Symbol für Silbermedaillen mit stilisierten Olympischen Ringen | Braundes Symbol für Bronzemedaillen mit stilisierten Olympischen Ringen |
| ------------------------------------------------------------------- | --------------------------------------------------------------------- | ----------------------------------------------------------------------- |
| —                                                                   | —                                                                     | —                                                                       |

St. Kitts und Nevis nahm an den Olympischen Sommerspielen 2004 in Athen, Griechenland, mit zwei Leichtathleten, einer Frau und einem Mann, teil.

## Teilnehmer nach Sportarten

### Leichtathletik
Frauen
- Tiandra Ponteen

- 400 Meter: Halbfinale

Männer
- Kim Collins

- 100 Meter: 6. Platz